# Экснер, Джон Э.
Джон Эрнест Экснер младший (англ. John E. Exner Jr.), (18 апреля 1929, Сиракьюс, штат Нью-Йорк — 20 февраля 2006,  США) — был американским психологом.

## Биография
Экснер получил степень бакалавра и магистра в Университете Тринити, штат Техас, и в 1958 году степень доктора философии по клинической психологии в Корнеллском университете. С 1968 по 1969 год он возглавлял Управление по отбору, которое относится к Корпусу мира Соединенных Штатов Америки, по регионам Восточной Азии, Тихого океана и Северной Африки, Ближнего Востока, Южной Азии. Позже он стал преподавателем в университете Лонг-Айленда, где он был директором направления «Клиническая подготовка» с 1969 по 1979 год. В 1984 году Экснер стал заслуженным профессором.
Имя Джона Экснера тесно связано с его работой по стандартизации интерпретаций теста Роршаха. Он был исполнительным директором Rorschach Workshop в Ашвилле, штат Северная Каролина. Более трех десятилетий он сосредоточился на тесте Роршаха и разработал стандартизированную систему для его интерпретации. Его система, формально известная как Комплексная система, была впервые опубликована в 1974 году и в настоящее время является  в психологии стандартным методом администрирования, оценки и интерпретации теста Роршаха. Благодаря его работе тест Роршаха стал более полезным психометрическим инструментом.
За выдающийся вклад в жизни в 1980 году Джон Э. Экснер получил премию Бруно Клопфера.

## Публикации
- John E. Exner. A workbook in the Rorschach technique emphasizing the Beck and Klopfer systems :  [англ.]. — Springfield, Ill. : Charles C. Thomas, 1966.
- John E. Exner. The Rorschach Systems :  [англ.]. — New York : Grune & Stratton, 1969. — ISBN 978-0808901280.
- John E. Exner. The Rorschach: A Comprehensive System :  [англ.]. — New York NY : John Wiley & Sons, 1993. — ISBN 978-0471559023.
- John E. Exner. The Rorschach, Current Research and Advanced Interpretation :  [англ.]. — New York NY : John Wiley & Sons, 1978. — ISBN 978-0471041665.
- John E. Exner. A Primer for Rorschach Interpretation :  [англ.]. — Rorschach Workshops, 2000. — ISBN 978-0371093641.